# Maruna bezwonna

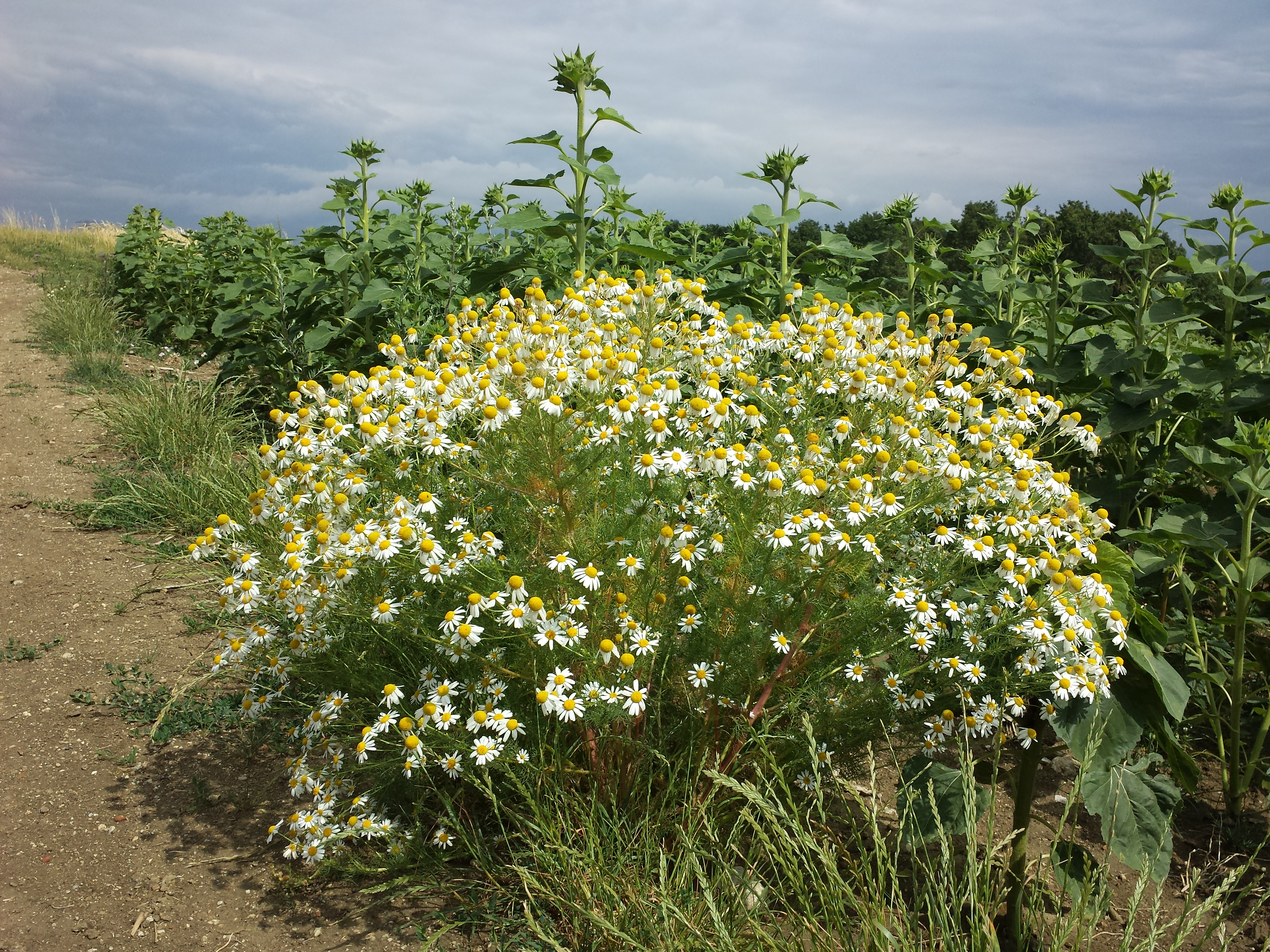
Maruna bezwonna

Maruna bezwonna (Tripleurospermum inodorum (L.) Sch.Bip.) – w zależności od ujęcia systematycznego gatunek lub podgatunek maruna nadmorska bezwonna (Tripleurospermum maritimum subsp. inodorum (L.) Appleq.) z rodziny astrowatych. Niezależnie od ujęcia jest to takson szeroko rozprzestrzeniony na świecie, pospolity także w Polsce. Jest jednorocznym chwastem upraw.

## Systematyka
W zależności od ujęcia systematycznego takson traktowany jest jako odrębny gatunek (Tripleurospermum inodorum (L.) Sch.Bip.) lub jako podgatunek w obrębie gatunku maruna nadmorska (Tripleurospermum maritimum subsp. inodorum (L.) Appleq.
Za odrębnością rangi gatunkowej T. inodorum i T. maritimum przemawia występowanie istotnych różnic w odniesieniu do takich cech jak: forma życiowa (T. inodorum to rośliny roczne, T. maritimum to głównie rośliny dwuletnie i byliny); różnice w budowie (pierwszy ma pędy wzniesione, odcinki liści wąskie, niemięsiste, żeberka na owocach oddalone; drugi ma pędy płożące, liście mięsiste, żebra gęste); u obu taksonów znane są populacje di- i tetraploidalne; oba taksony tworzą mieszańce, ale przynajmniej częściowo są one sterylne; oba różnią się preferencjami siedliskowymi. W efekcie taksony te wyróżniane są w randze odrębnych gatunków w licznych florach i bazach taksonomicznych.
Odrębny problem taksonomiczny stanowi nazwa rodzajowa – niezależnie od ujęcia wielu autorów umieszcza bowiem ten takson w rodzaju o nazwie Matricaria. Rozstrzygnięcia taksonomiczne tej kwestii opisane zostały w artykułach o rodzajach Tripleurospermum i Matricaria.

## Zasięg geograficzny
Ze względu na szerokie rozprzestrzenienie tego taksonu na świecie, niektóre źródła wskazują na problem z ustaleniem jego pierwotnego obszaru występowania. Inne uznają go za rodzimego na obszarze niemal całej Europy, północno-zachodniej i środkowej Azji. Rośnie poza tym w Ameryce Północnej i Południowej, w Azji Wschodniej i Australii. W Polsce takson ma status archeofita (archaeophyta resistentia) – uznaje się, że pojawił się przed XV wiekiem, a jego antropogeniczne pochodzenie potwierdzać ma przywiązanie do siedlisk kształtowanych przez człowieka. Takson jest bardzo pospolity na terenie całej Polski.

## Morfologia

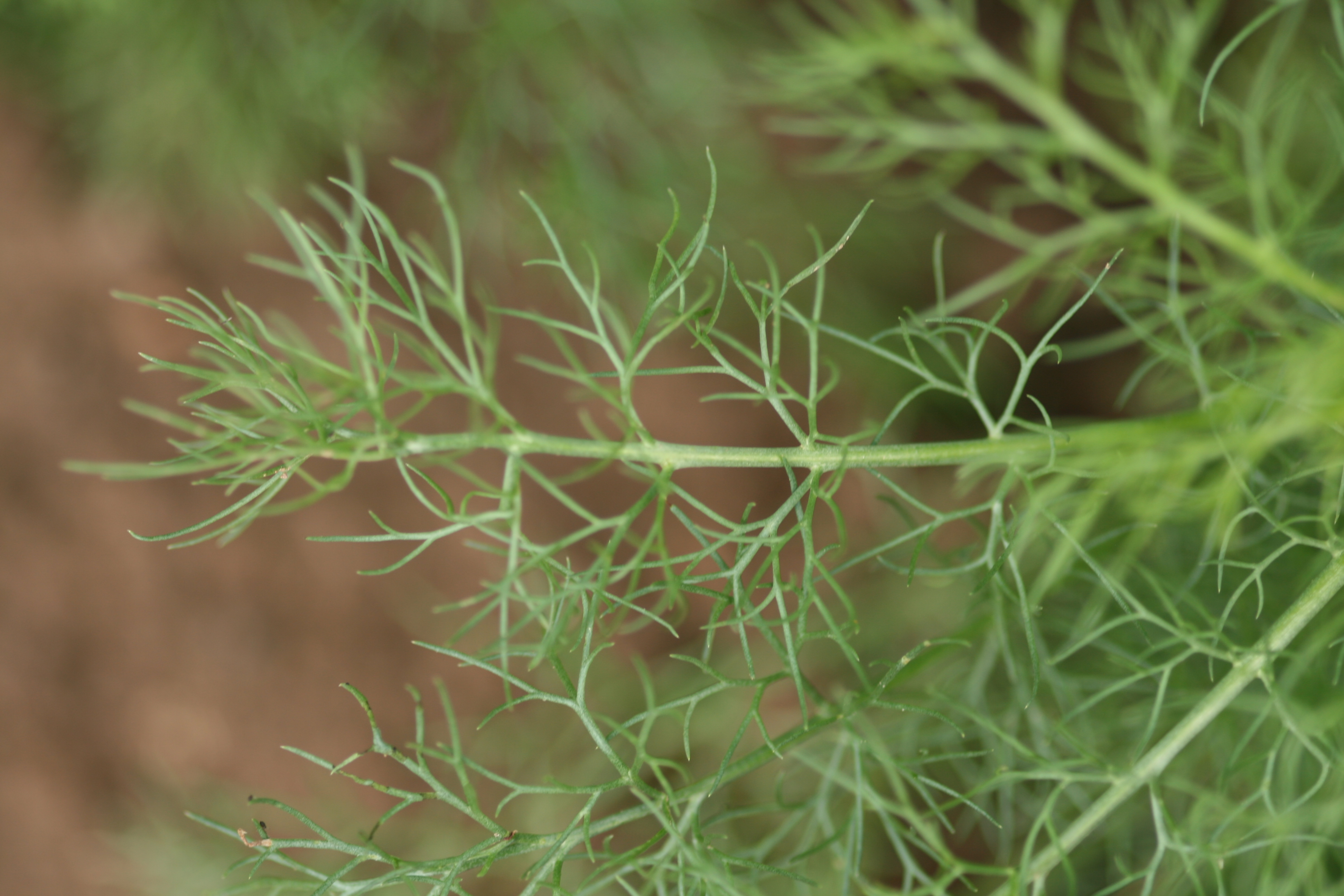
Liście

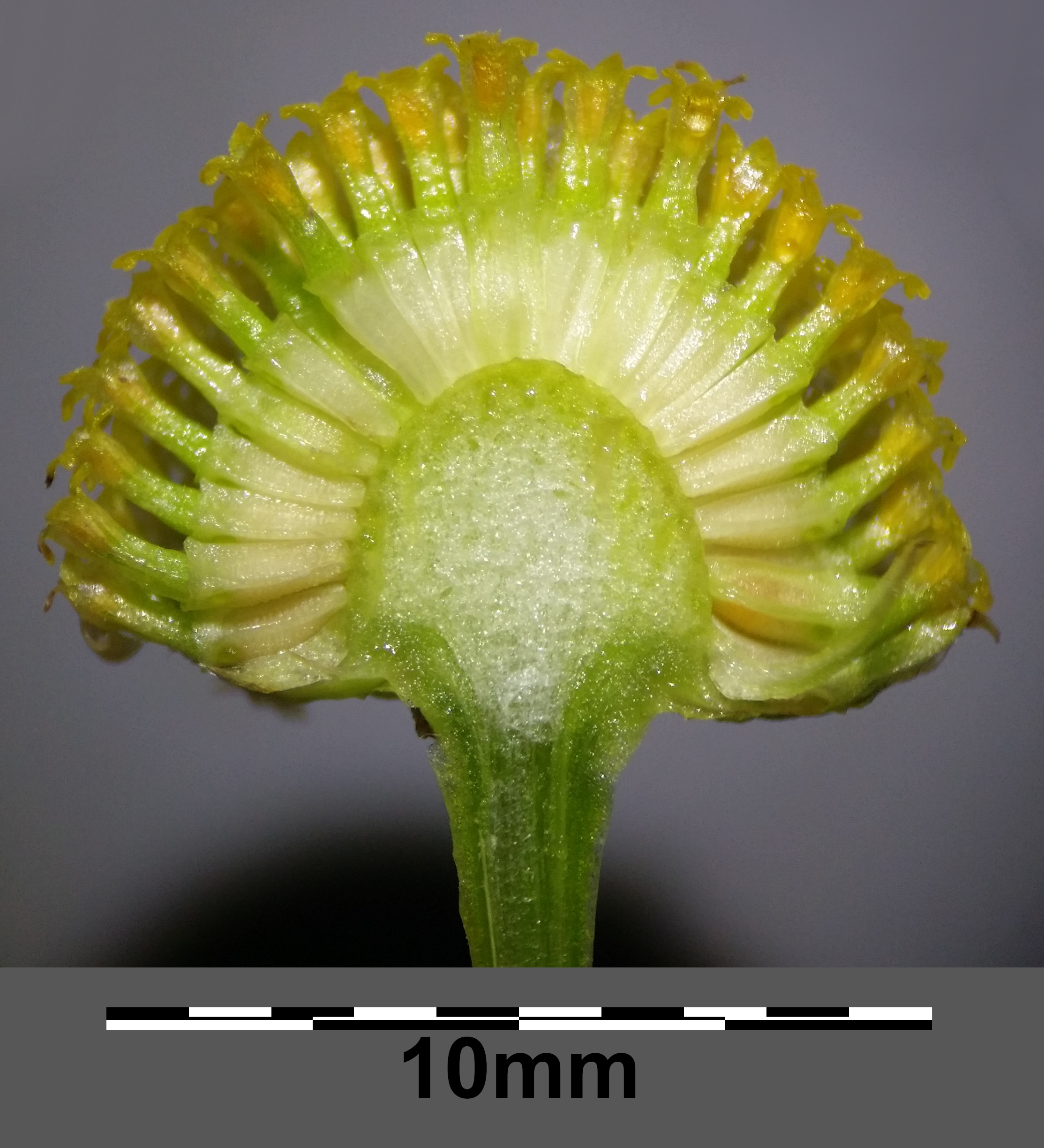
Koszyczek pełny na przekroju

PokrójRoślina roczna o pędzie nagim (rzadkie owłosienie obecne jest tylko na młodych roślinach), wzniesionym lub podnoszącym się, rozgałęziającym się górą, osiągającym 25–60 cm wysokości, rzadko nawet do 80 cm. Łodyga zwykle jest pojedyncza.
LiścieUlistnienie skrętoległe. Liście o długości 2–8 cm, 2–3 krotnie pierzastosieczne o równowąskich, ostro zakończonych odcinkach szerokości 0,3–0,5 mm. Na górnej stronie są nagie, na spodniej stronie bruzdowane. Końcowe odcinki są nitkowato cienkie, niemięsiste, o długości od 4 do 20 mm.
KorzeńWrzecionowaty, cienki, pojedynczy lub silnie rozgałęziony.
KwiatyZebrane w zwykle liczne koszyczki (nawet do ponad 200) o średnicy 3–4,5 cm tworzące się pojedynczo na szczytach pędu lub tworzących podbaldachy. Mają bardzo wypukłe, niemal półkoliste dno kwiatowe, wewnątrz pełne, bez plewinek. Listki okrywy w jednym, lub dwóch szeregach. Posiadają ciemniejszy (ciemnozielony lub brązowawy) nerw środkowy i jasne brzegi. Brzeżne, białe kwiaty języczkowate to kwiaty żeńskie. W jednym koszyczku jest ich od 10 do 25. Wewnętrzne, żółte kwiaty rurkowate to kwiaty obupłciowe. W górnej części są rozszerzone i posiadają na łatkach pomarańczowe gruczołki. Na niektórych okazach brak białych kwiatów języczkowych, lub są silnie zredukowane, zwinięte w rurkę.
OwocePodługowate, jasnobrązowe niełupki. Powierzchnia ich jest brodawkowata i pomarszczona, z trzema jasnymi, wyraźnie rozdzielonymi żebrami, dwoma czerwonymi, mniej więcej kolistymi gruczołkami i skórzastym rąbkiem kielichowym na szczycie.
Gatunki podobneMaruna nadmorska, która od bezwonnej różni się pędami pokładającymi się (zwykle o wysokości poniżej 30 cm); liśćmi o odcinkach wałeczkowatych, mięsistych (do 1 mm szerokości), tępych lub z kończykiem; listkami okrywy na brzegu i wierzchołku blado lub ciemno obrzeżonymi; owocami z żebrami blisko stulonymi oraz wydłużonymi gruczołami żywicznymi. Takson ten zasiedla siedliska nadmorskie i solniska. Maruna bezwonna jest też często mylona z rumiankiem pospolitym, który różni się jednak charakterystycznym, silnym zapachem, pustym wewnątrz i stożkowatym dnem kwiatostanowym. Maruna nie posiada też własności leczniczych rumianku i z tego też powodu nazywana była nieprawym rumiankiem.

## Biologia i ekologia
RozwójRoślina jednoroczna (terofit). Kwitnie od czerwca do września, czasami także w październiku. Jest owadopylna. Wytwarza bardzo wiele nasion; na jednej roślinie powstaje ich kilkadziesiąt tysięcy, czasami nawet ponad 300 tysięcy. Kiełkują w temperaturze 5–35 °C. Roznoszone są przez wiatr (anemochoria), ale także przez zwierzęta (endochoria). Mogą przetrwać niestrawione w układzie pokarmowym niektórych zwierząt (stwierdzono to m.in. u konia i krowy). Mogą kiełkować zaraz po upadnięciu na ziemię z rośliny. Zachowują zdolność kiełkowania do 10 lat.
SiedliskoSiedliska ruderalne i segetalne: przydroża, trawniki, nieużytki, tereny kolejowe, gruzowiska, ogrody i pola uprawne, miedze, ugory. Czasami występuje masowo. Pojawia się także w miejscach silnie podmokłych, na przykład w nadrzecznych aluwiach. Na polach uprawnych jest chwastem. Najczęściej pojawia się w uprawach zbóż, rzepaku, buraków, roślin strączkowych, kukurydzy i ziemniaków.
FitosocjologiaGatunek charakterystyczny dla klas Stellarietea mediae,  związku Aphano-Matricarietum, zespołu Polygono-Chenopodium.
GenetykaLiczba chromosomów 2n = 36.

## Szkodliwość i zwalczanie
Maruna bezwonna może spowodować duże straty w uprawach. Szybko rosnąc pobiera z gleby duże ilości soli mineralnych i wody, osłabiając rośliny uprawne. Może spowodować wyleganie zbóż. Zagłusza siewki roślin uprawnych, kiełkuje bowiem bardzo szybko. W uprawach zbóż jej próg szkodliwości wynosi 3 – 10 roślin na 1 m². Szczególnie szkodliwa jest w uprawach buraków, rzepaku i ziemniaków.
Ogranicza się liczebność maruny w uprawach przez stosowanie zwykłych, standardowych zabiegów agrotechnicznych. Szczególnie ważne jest niszczące jej siewki wiosenne bronowanie gleby oraz jesienne podorywki. Należy unikać przenawożenia i stosować materiał siewny oczyszczony z nasion chwastów. Przy stosowaniu do nawożenia kompostu lub obornika należy pilnować, by były one dobrze przefermentowane. Ważne jest niszczenie chwastów na terenach przylegających do upraw. Jeśli jednak pojawi się w dużej ilości, należy ją zwalczać chemicznie. Jest wrażliwa na większość znajdujących się w herbicydach substancji czynnych. Zarejestrowano liczne preparaty przeznaczone do zwalczania maruny. Zwalczają one także liczne gatunki innych chwastów. Preparaty te zawsze należy stosować zgodnie z zaleceniami zawartymi na etykiecie preparatu i w odpowiedniej fazie rozwojowej, zarówno rośliny użytkowej jak i chwastu.